# Шапер, Фриц

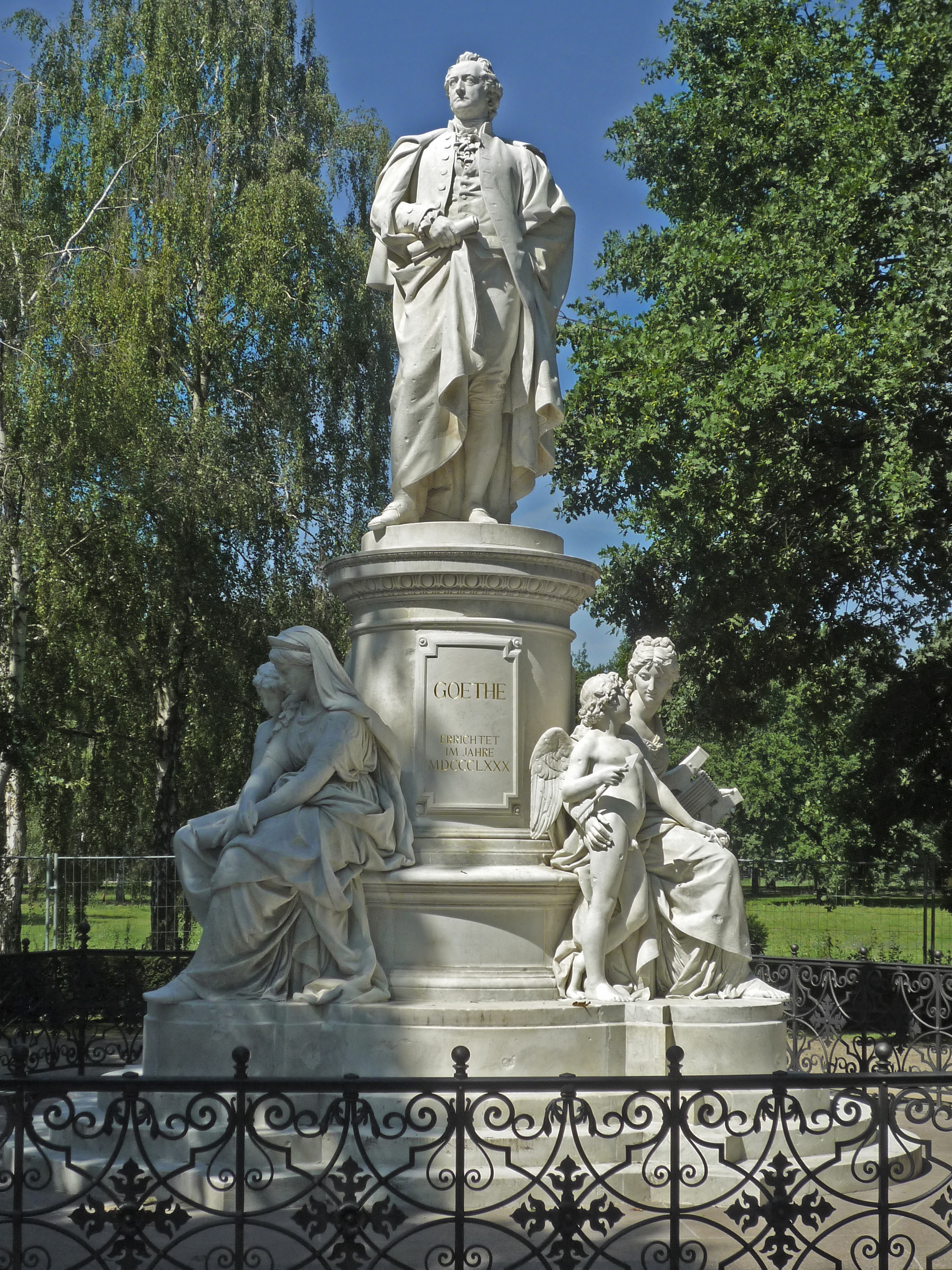
Памятник Гёте в берлинском Тиргартене

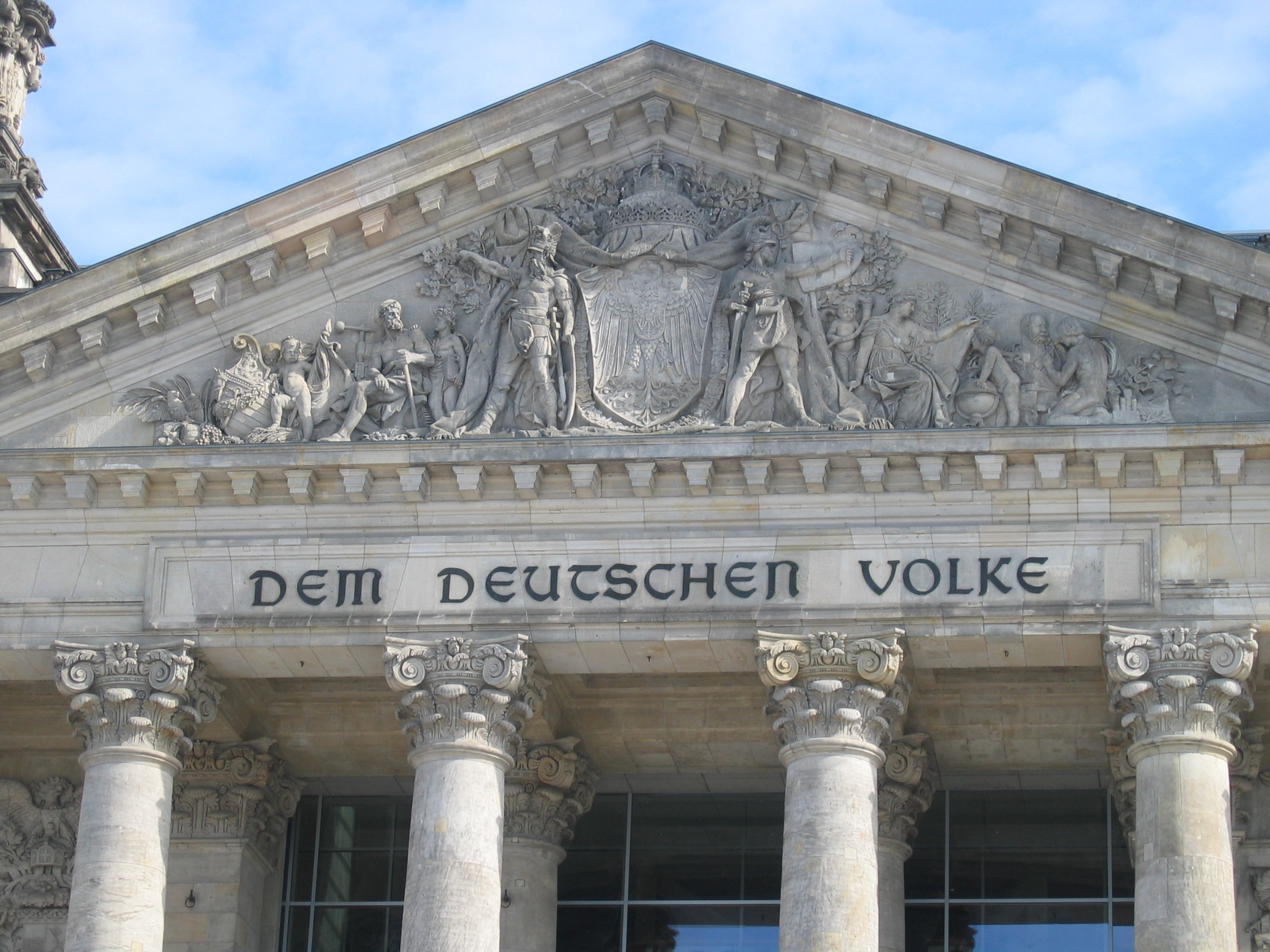
Барельеф на фронтоне Рейхстага

Гуго Вильгельм Фридрих Ша́пер (нем. Hugo Wilhelm Friedrich Schaper; 31 июля 1841, Альслебен — 29 ноября 1919, Берлин) — немецкий скульптор и медальер, представитель берлинской скульптурной школы. Профессор Берлинской академии художеств.

## Биография
Фриц Шапер — четвёртый сын пастора Фридриха Готфрида Петера Шапера и его супруги Антонии, урождённой Хайлигенштедт. Отец Фрица умер в 1848 году, и его мать с детьми переехала в Галле. Мать Фрица умерла спустя года, семеро детей раздали на воспитание в разные семьи. Фриц Шапер вырос в доме графа Кильмансегга, учился в реальной школе в Галле. В 15 лет бросил школу и учился на каменотёса, обнаружил талант в скульптуре и решил стать скульптором. В 1859 году Фриц Шапер отправился в Берлин и два года обучался в Королевской академии художеств, где преимущественно изучал анатомический и античный рисунок. В 1860 году Фриц Шапер записался в ученики к скульптору Альберту Вольфу, другу и ученику недавно умершего Кристиана Даниэля Рауха. Как и для Вольфа, Раух стал образцом для подражания для Шапера. Достигнув 23 лет, Шапер получил долю родительского наследства и тем самым финансовую независимость. В 1865—1866 годах Фриц Шапер работал над своим первым самостоятельным произведением, гипсовой скульптурной группой «Вакх и Ариадна». В 1867 году Шапер отправился в Париж на Всемирную выставку. Вернувшись, он открыл в Берлине собственную мастерскую и начинал с небольших заказов.
В 1870-е годы Фриц Шапер активно участвовал в художественных конкурсах. Большим успехом для него стала первая премия на конкурсе проектов памятника Гёте в Берлине в 1871 году. За этим заказом последовали другие: памятник Бисмарку в Кёльне, памятник Гауссу в Брауншвейге, памятник Лессингу в Гамбурге, Памятник Мартину Лютеру (Эрфурт). К этому периоду относятся также первые бюсты, выполненные Шапером.
В январе 1880 года Шапер был принят в Академию художеств и получил звание профессора. В следующем году Шапер был избран в члены сената Берлинской академии и почётным членом Дрезденской академии. Шапер удостоился многочисленных наград. Популярность Шапера росла и приносила ему многочисленные прямые заказы, освобождая от конкуренции.
В 1890 году Шапер оставил преподавательскую деятельность и въехал в собственный дом с мастерской на улице Бухенштрассе. Спустя год Фриц Шапер женился на Елене Риттерсгауз, дочери поэта Фридриха Эмиля Риттерсгауза. У супругов родилось четверо детей: Гедвига (1892—1925), Ева (1893—1977), Вольфганг (1895—1930) и Доротея (1897—1985). Вольфганг и Доротея также стали скульпторами. В 1890-е годы Шапер стал получать заказы от кайзера. Он создал восемь памятников правителей. Барельеф на фронтоне здания Рейхстага — ещё одно знаменитое творение Фрица Шапера.
На рубеже веков Фриц Шапер пережил тяжёлый психический кризис и депрессии, в 1900 году находился на лечении в санатории Бельвю. В последующие годы у Шапера возникли проблемы со здоровьем, вынудившие его отказаться от активной творческой деятельности. в 1901 году на Большой Берлинской художественной выставке Шапера наградили золотой медалью. Он совершил путешествия в Италию, побывал на Сицилии, а также в Америке.
В 1910 годы Шапер обратился к надгробной скульптуре. Спустя несколько недель после начала Первой мировой войны сын Вольфганг получил тяжёлое ранение на западном фронте, повлёкшее ампутацию ноги. Шапер вновь погрузился в депрессию, которая сопровождалась нарушениями моторных функций правой руки, в 1915 году он начал слепнуть и в последние годы занимался только обучением своих учеников.
Фриц Шапер являлся одним из подписавшихся под воззванием «К культурному миру» от 4 октября 1914 года. Придворный ювелир Гуго Шапер, создавший корону для кайзера Вильгельма II приходился Фрицу Шаперу братом. Социолог Элизабет Ноэль-Нойман — внучка Фрица Шапера. Фриц Шапер похоронен на приходском кладбище на Бергманштрассе в Кройцберге.
В числе его учеников Карл Людвиг Манцель.

## Награды
- Орден Белого сокола рыцарский крест (1881, великое герцогство Саксен-Веймар-Эйзенах)
- Орден Красного орла 4-го класса (1882, королевство Пруссия)
- Орден Дубовой короны командорский крест (1882, великое герцогство Люксембург)
- Орден «Pour le Mérite» в науке и искусстве (1884, королевство Пруссия) (1905 вице-канцлер, 1915 канцлер)
- Золотая медаль Великого герцога Гессенского за заслуги перед наукой, искусством, промышленностью и сельским хозяйством (28 июля 1890)
- Орден Людвига командорский крест 2-го класса (25 ноября 1898, великое герцогство Гессен)
- Большая золотая медаль Большой Берлинской художественной выставки (1901)
- Орден Красного орла 2-го класса с дубовыми листьями (1905, королевство Пруссия)
- Орден Короны 2-го класса со звездой (1905, королевство Пруссия)